# Денвер Наггетс
«Денвер Наггетс» (англ. Denver Nuggets) — профессиональный баскетбольный клуб, выступающий в Национальной баскетбольной ассоциации. Этот клуб был основан в 1967 году и изначально назывался «Денвер Рокетс». «Рокетс» выступали в АБА и были там одной из самых успешных команд. После смены названия в 1976 году, команда присоединилась к НБА. Клуб базируется в городе Денвер, Колорадо. Домашней ареной «Наггетс» является «Болл-арена». Чемпион НБА 2023 года.

## История

### 1948—1967: Ранний период
Корни профессиональной баскетбольной команды из Денвера можно проследить до 1932 года. Команда несколько раз меняла свое название, в частности с 1946 по 1950 год использовалось название «Денвер Наггетс». После сезона 1947/1948 годов «Денвер Наггетс» становится профессиональной командой и вступает в НБЛ. В сезоне 1948/1949 годов «Денвер Наггетс» с показателями 18-44 занимают последнее место в Западном дивизионе НБЛ. После этого сезона происходит объединение НБЛ и БАА, в результате которого образуется НБА. В сезоне 1949/1950 «Наггетс» с показателями 11-51 занимают последнее место в Западном дивизионе и прекращают свое выступление в НБА. Команда переходит в Национальную Профессиональную Баскетбольную Лигу с новым именем — «Денвер Рефайнерс». На последние шесть матчей в сезоне 1950/1951 команда переезжает в Эвансвилл и меняет название на «Эвансвилл Эйгоганс», после чего прекращает свое существование. Современная команда «Денвер Наггетс» не имеет прямой юридической связи со старыми «Наггетс». До 1967 года в Денвере не выступает профессиональная баскетбольная команда.

### 1967—1976: Период в АБА
В 1967 году была сформирована Американская баскетбольная ассоциация, в которую вошли 11 клубов. Один из них изначально планировалось создать в Канзас-Сити, однако не удалось найти подходящий стадион. В результате франшиза была перевезена в Денвер, где должна была появиться команда «Денвер Ларкс». Из-за финансовых трудностей еще до начала первого сезона у команды сменился владелец. Новый хозяин, Билл Рингсби, сменил название на «Денвер Рокетс». Первым главным тренером команды стал Боб Басс.
В сезоне 1967/1968 «Денвер Рокетс» занял третье место в Западном дивизионе и вылетел в первом раунде плей-офф. Защитник «Рокетс» Ларри Джонс, набиравший 22,9 очков в среднем за игру, попал в Первую сборную всех звезд. По ходу сезона «Рокетс» подписал контракт с защитником Лонни Райтом, который перед этим был игроком в американский футбол в составе Денвер Бронкос. Райт стал первым игроком, выступавшим в течение одного сезона за профессиональные команды по американскому футболу и баскетболу. Одним из лидеров команды стал центровой Байрон Бек. Бек отыграет за «Денвер» десять сезонов, он станет первым игроком «Денвера», чей номер был закреплен.
В сезоне 1968/1969 «Денвер Рокетс» повторил результат прошлого года, вновь заняв третье место в Западном дивизионе и вылетев в первом раунде плей-офф. Ларри Джонс вновь попал в Первую сборную всех звезд. В этом сезоне он набрал 2133 очка — больше всех в лиге. Тяжелый форвард Уолтер «Уолт» Пятковский-младший попал в сборную новичков.
В сезоне 1969/1970 «Денвер Рокетс» занял первое место в Западном дивизионе и проиграл во втором раунде плей-офф. Перед началом сезона «Рокетс» подписали центрового Спенсера Хейвуда, олимпийского чемпиона 1968 года. Он к этому моменту не окончил Детройтский университет, поэтому НБА не разрешила своим командам подписать Хейвуда. В «Рокетс» Хейвуд провел феноменальный сезон, став лидером лиги по очкам и подборам. Он был назван MVP Матча всех звезд, новичком года, MVP регулярного сезона, попал в Первую сборную всех звезд и сборную новичков. После сезона Хейвуд ушел в НБА в Сиэтл Суперсоникс. Ларри Джонс в третий раз попал в Первую сборную всех звезд, но его не устраивали финансовые условия и после сезона он покинул команду.
В сезоне 1970/1971 «Денвер Рокетс» занял последнее место в Западном дивизионе и не попал в плей-офф. Защитник Ларри Кэннон попал во Вторую сборную всех звезд.
В сезоне 1971/1972 «Денвер Рокетс» занял четвертое место в Западном дивизионе и вылетел в первом раунде плей-офф. Защитник Ральф Симпсон попал во Вторую сборную всех звезд.
В сезоне 1972/1973 «Денвер Рокетс» занял третье место в Западном дивизионе и вылетел в первом раунде плей-офф. Защитник Уоррен Джебали попал в Первую сборную всех звезд. Ральф Симпсон попал во Вторую сборную всех звезд. Тяжелый форвард Джулиус Кей попал в сборную всех звёзд защиты.
В сезоне 1973/1974 «Денвер Рокетс» разделил четвертое место в Западном дивизионе с «Сан-Диего Конкистадорс». В решающем матче за выход в плей-офф «Рокетс» проиграли 131—111. Защитник Эл Смит стал лидером лиги по количеству результативных передач — 619. Джулиус Кей вновь попал в сборную всех звёзд защиты. Тяжелый форвард Майк Грин попал в сборную новичков. После сезона произошло переименование команды, ожидалось, что в ближайшее время может произойти слияние с НБА, в которой выступали другие «Рокетс» — Хьюстон. Новым названием стало «Денвер Наггетс» в честь команды, выступавшей в 40-х годах. Новым главным тренером был назначен бывший игрок «Денвера» Ларри Браун.
В сезоне 1974/1975 «Денвер Наггетс» занял первое место в Западном дивизионе с лучшими показателями в лиге (65-19, 40-2 в домашних матчах) и вылетел во втором раунде плей-офф. Ларри Браун был признан тренером года. Карл Шеер был признан лучшим генеральным менеджером года. Защитник Мэк Кэлвин попал в Первую сборную всех звезд. Тяжелый форвард Бобби Джонс попал в сборную всех звёзд защиты и сборную новичков.
Перед сезоном 1975/1976 «Наггетс» переехали на новый стадион — Макниколс Спортс-арена. Этот сезон станет последним для АБА. Перед началом сезона было уменьшено время владения с 30 до 24 секунд. Помимо этого было отменено разделение команд на дивизионы. Перед сезоном в команде появились центровой Дэн Иссл и лёгкий форвард Дэвид Томпсон. «Денвер Наггетс» занял первое место в регулярном чемпионате с показателями 60-24 и проиграл в финале «Нью-Йорк Нетс» с Джулиусом Ирвингом. Ларри Браун был вновь признан тренером года. Дэвид Томпсон стал MVP Матча всех звезд, новичком года, попал во Вторую сборную всех звезд и сборную новичков. Ральф Симпсон попал в Первую сборную всех звезд. Бобби Джонс попал во Вторую сборную всех звезд и вновь в сборную всех звёзд защиты. Дэн Иссл попал во Вторую сборную всех звезд.

### 1976—1982: Первые годы в НБА
Наггетс и Нетс действительно подали заявку на вступление в НБА в 1975 году, но были вынуждены остаться в АБА по решению суда. «Наггетс» продолжили свою сильную игру на раннем этапе НБА, выиграв титулы дивизиона в первые два сезона в лиге и пропустив третий в одной игре. Однако ни одна из этих команд в конечном счете не добилась успеха в послесезонье. Как и у других новых команд НБА, у «Наггетс» было много финансовых проблем, включая вступительный взнос в размере 2 миллионов долларов. Ред Маккомбс купил команду в 1978 году.
В 1979 году Браун покинул команду, что привело к кратковременному снижению производительности их команды. Это закончилось в 1981 году, когда они наняли Дуга Мо в качестве главного тренера. Мо принес с собой философию «движения в нападении», стиль игры, сосредоточенный на попытке переместить мяч, пока кто-то не откроется. Мо также был известен тем, что не уделял столько внимания обороне, как его коллеги. Нападение помогло команде стать высококонкурентной. В 1980-х годах «Наггетс» часто [количественно] набирали более 115 очков за игру, а в сезоне 1981-82 годов они набирали не менее 100 очков в каждой игре. Рекордная серия НБА была прервана в 136 играх подряд. В сезоне 1981-82 «Наггетс» установили рекорд лиги по количеству набранных очков в среднем за игру — 126,5 очка.

### 1982—1989: Эра Алекса Инглиша
1 февраля 1980 года лёгкий форвард «Индианы Пэйсерс» Алекс Инглиш был обменян в «Наггетс». Именно здесь он раскрыл свои таланты и стал настоящей звездой НБА, проведя 837 игр за 10 с половиной сезонов и набирая по 25,9 очка в среднем за игру. В сезоне 1982/1983 годов Инглиш стал самым результативным игроком регулярного чемпионата. Перед сезоном 1984/1985 годов «Наггетс» обменяли одного из лидеров команды форварда Кики Вандевеге в «Портленд Трэйл Блэйзерс» на защитника Фэта Левера, форварда Кэлвина Нэтта и центрового Уэйна Купера. Это позволило выйти в финал конференции, где «Денвер» проиграл Лос-Анджелес Лейкерс 1-4. Успешным оказался и сезон 1987/1988 годов, в котором «Наггетс» одержали рекордные 54 победы в регулярном чемпионате. Это клубное достижение держится до настоящего времени. Тренер «Наггетс» Даг Мо по итогам этого сезона был признан тренером года.

### 1990—1991: Период спада
После поражения в первом раунде плей-офф сезона 1989/1990 годов Алекс Инглиш и Даг Мо покинули команду.
На драфте «Наггетс» под третьим номером выбрали разыгрывающего защитника Криса Джексона (в 1993 году сменил имя на Махмуд Абдул-Рауф).
Новым главным тренером стал Пол Вестхэд. Философия баскетбола, который он пытался привить команде, заключалась в безудержном нападении с огромным количеством бросков. Такой энергозатратный стиль отрицательно сказался на обороне. Набирая больше всех команд — 119,9 очков в среднем за матч, «Денвер» установил антирекорд НБА, пропуская 130,8 в среднем за матч. Такая безрассудная игра привела к последнему месту в конференции.
Джексон по итогам сезона попал во вторую сборную новичков НБА.

### 1991—1996: Эра Дикембе Мутомбо
На драфте 1991 года «Денвер» выбрал центрового из Джорджтаунского университета Дикембе Мутомбо. Это решение позволило значительно улучшить защитные показатели команды в последующие годы. Благодаря своим успехам в первом сезоне Мутомбо был приглашён для участия в матче всех звёзд НБА, а также включён в первую сборную новичков НБА и занял второе место в голосовании за звание «Новичок года НБА». Во второй половине сезона «Денвер» проиграл по 9 и 11 игр подряд и во второй раз подряд остался без плей-офф. Новым главным тренером был назначен легенда клуба Дэн Иссл.
На драфте 1992 года «Денвер» выбрал мощного форварда Лафонсо Эллиса и атакующего защитника Брайана Смита. Команда улучшила свои показатели до 36-46, но в очередной раз не попала в плей-офф. Джексон по итогам сезона был признан самым прогрессирующим игроком НБА.
В сезоне 1993/1994 годов благодаря отличной игре лидеров команды — Мутомбо, Абдул-Рауфа и Эллиса, впервые с сезона 1989/1990 «Денвер» одержал больше побед, чем поражений (42-40). Заняв 8-е место в конференции, «Наггетс» попали на «Суперсоникс» Шона Кемпа и Гэри Пэйтона. Первые два матча, проходившие в Сиэтле, закончились убедительными победами «Суперсоникс». В ответных матчах в Денвере победили «Наггетс». Решающий матч в Сиэтле закончился неожиданной победой «Наггетс» в овертайме. Дикембе Мутомбо совершил в этой игре 8 блок-шотов и собрал 15 подборов. В следующем раунде плей-офф «Денвер» уступил «Джаз» в семиматчевой серии.
На драфте 1994 года «Денвер» выбрал защитника Джейлена Роуза под 13-м пиком. Перед началом сезона один из лидеров команды, Лафонсо Эллис, получил серьезную травму и пропустил 76 матчей регулярного чемпионата. После 34 матчей главный тренер Дэн Иссл подал в отставку, не выдержав критики своего тренерского стиля. Под руководством бывшего ассистента Иссла Джина Литтлза команда проиграла 10 матчей из 13, его сменил генеральный менеджер Берни Бикерстаф, который стал совмещать тренерскую и руководящую должность. Закончив регулярный чемпионат с показателями 41-41, «Денвер» вновь занял восьмое место в конференции. Повторить сенсацию предыдущего сезона не удалось, «Сан-Антонио Спёрс» победили в первом раунде плей-офф 3-0. Это будет последним попаданием «Денвера» в плей-офф до 2004 года. По итогам сезона Мутомбо был признан лучшим оборонительным игроком НБА, а Джейлен Роуз был включён во вторую сборную новичков НБА.
Перед сезоном 1995/1996 годов «Денвер» выменял второго номера драфта 1995 года Антонио Макдайесса из «Лос-Анджелес Клипперс». Лафонсо Эллис вновь пропустил большую часть сезона из-за травмы, как и Махмуд Абдул-Рауф. В результате «Денвер» занял десятое место в конференции и не попал в плей-офф. Антонио Макдайесс попал в первую сборную новичков НБА, Дикембе Мутомбо один раз был признан игроком недели. По окончании сезона команду покинули ключевые игроки — Дикембе Мутомбо, Махмуд Абдул-Рауф, Джейлен Роуз.

### 2012—2013: Эра Андре Игудалы
22 февраля 2011 года после нескольких месяцев переговоров о том, что он хочет покинуть «Наггетс», Кармело Энтони был продан вместе с другими игроками (Биллапс, Чонси, Энтони Картером, Шелденом Уильямсом и Ренальдо Балкманом) в «Нью-Йорк Никс». В сделку также была включена команда «Миннесота Тимбервулвз». В обмен «Наггетс» получили Уилсона Чендлера, Рэймонда Фелтона, Данило Галлинари, Тимофея Мозгова и Коста Куфоса. В день осуществления сделки у «Наггетс» было всего 9 игроков в заявке, с которыми команда играла против «Мемфис Гриззлис». В матче «Денвер» победил с итоговым счётом 120—107, а в игре разница в счёте достигала 27 очков. На последних минутах были слышны возгласы: «Кому нужен этот Мело? (Кармело Энтони — Прим.автора)». Джордж Карл по итогам матча отмечал: «Наши парни, оказавшись в сложной ситуации, обычно играют на очень высоком уровне. Мы всегда хорошо выходим из сложных ситуаций». Некоторые отмечали, что «Наггетс» теперь станут «Кливлендом» на Западе, так как продали ключевого игрока, с которым могли рассчитывать на серию плей-офф. Однако по итогам сделки команда даже усилилась. С учетом новых игроков команда за игру отдавала 24,1 результативные передачи, что являлось показателем хорошей командной игры. Также улучшилась игра в защите: повысились показатели подборов — до сделки «Наггетс» набирали 97,1 подбор, после — 105,2. Команда за сезон использовала 18 вариантов стартовой пятерки, при этом выиграла 50 матчей за сезон. Команда четвертый сезон подряд выигрывала 50 матчей за сезон, что было лучшим результатом за все время существования команды. В итоге, она вышла с 5-го места в плей-офф Западной Конференции. В первом раунде «Наггетс» досталась «Оклахома-Сити Тандер», которой они уступили с общим счётом 1-4.
С уходом Кармело Энтони в команде появился новый лидер — в первой половине сезона им стал Данило Галлинари, который в среднем за игру набирал 17 очков, 5,2 подбора, а также отдавал 2,6 результативных передач в 25 матчах. В итоге, для «Наггетс» первые 20 игр сезона стали самым удачным стартом в лиге. Однако затем Галлинари получил травмы лодыжки, большого пальца и запястья, а «Наггетс» должны были искать новые резервы. Было принято решение омолодить команду за счет продажи Нене, который провел 10 лет в клубе, в «Вашингтон Уизардс». В обмен команда получила экстравагантного центрового Джавейла Макги. Макги также отличался нестабильной игрой, совершая глупые ошибки, в итоге не стал игроком основы «Вашингтона». В «Денвере» Макги получил возможность начать все с «чистого листа» и стал одним из ключевых игроков. В дебютной игре за «Наггетс» он сделал данк через Аррона Аффлало, после того, как он промахнулся, а его бросок стал решающим (116—115) в победе над «Детройт Пистонс». В двух последних матчах «Денвера» в матчах плей-офф против «Лос-Анджелес Лейкерс» Макги делал дабл-даблы, набирая 16 очков и 15 подборов, и 21 очко и 14 подборов соответственно. В итоге «Наггетс» совершил камбэк, проигрывая в серии 2-0 до счета 3-3, однако провалил седьмую игру и проиграл со счётом 87-96.
10 августа 2012 года «Наггетс» были вовлечены в сделку между четырьмя клубами, в итоге получили игрока Матча Всех Звёзд Андре Игудала, отправив в «Орландо Мэджик» Аффлало и Эла Харрингтона. В рамках этой же сделки они отдали в «Лейкерс» Дуайта Ховарда. После этого Игудала написал в Твиттере: «Я рад присоединиться к „Денвер Наггетс“ и знаю, что мои лучшие игры еще впереди!»

### 2013-настоящее время
В сезоне 2022/23 «Денвер Наггетс» впервые в своей истории занял первое место в Западной конференции по итогам регулярного чемпионата. В сезоне плей-офф 2022/23 «Денвер Наггетс» впервые в своей истории стали чемпионами НБА.

## Игроки

### Текущий состав
| \| Поз. \| № \| Гражд. \| Имя \| Рост \| Вес \| Откуда \| \| ---- \| -- \| ---------- \| ---------------- \| ------ \| ------ \| ----------------- \| \| З \| 0 \| ! \| Кристиан Браун \| 198 см \| 100 кг \| Канзас \| \| Ф \| 2 \| ! \| Кэмерон Джонсон \| 203 см \| 95 кг \| Северная Каролина \| \| З/Ф \| З \| ! \| Джулиан Строутер \| 198 см \| 93 кг \| Гонзага \| \| З \| 4 \| ! \| Расселл Уэстбрук \| 193 см \| 91 кг \| УКЛА \| \| Ф \| 5 \| ! \| Хантер Тайсон \| 203 см \| 98 кг \| Клемсон \| \| Ц \| 6 \| ! \| Деандре Джордан \| 211 см \| 120 кг \| Техас A&M \| \| З/Ф \| 8 \| ! \| Пейтон Уотсон \| 201 см \| 91 кг \| УКЛА \| \| Ф/Ц \| 9 \| Хорватия ! \| Дарио Шарич \| 208 см \| 102 кг \| Хорватия \| \| Ц \| 13 \| ! \| Пи Джей Холл \| 206 см \| 109 кг \| Клемсон \| \| Ф \| 14 \| ! \| Дарон Холмс \| 208 см \| 102 кг \| Дейтон \| \| Ц \| 15 \| Сербия ! \| Никола Йокич \| 211 см \| 129 кг \| Сербия \| \| Ф \| 21 \| ! \| Спенсер Джонс \| 201 см \| 102 кг \| Стэнфорд \| \| Ф/Ц \| 22 \| ! \| Зик Ннаджи \| 206 см \| 109 кг \| Аризона \| \| З \| 23 \| ! \| Трей Александер \| 193 см \| 86 кг \| Крейтон \| \| З \| 24 \| ! \| Джейлен Пикетт \| 188 см \| 92 кг \| Пен Стэйт \| \| З \| 27 \| Канада ! \| Джамал Мюррей \| 193 см \| 98 кг \| Кентукки \| \| Ф \| 31 \| Словения ! \| Влатко Чанчар \| 203 см \| 107 кг \| Словения \| \| Ф \| 32 \| ! \| Аарон Гордон \| 203 см \| 107 кг \| Аризона \| | Главный тренер - Майкл Мэлоун Ассистенты тренера - Дэвид Адельман - Джон Бэккет - Райан Боуэн - Чарльз Класк - Райан Сондерс - Огнен Стоякович - Элвис Валкарсел Состав • Переходы Последнее изменение: 21 октября 2024 года |            |                  |        |        |                   |
| Поз. | № | Гражд.     | Имя              | Рост   | Вес    | Откуда            |
| З | 0 | !          | Кристиан Браун   | 198 см | 100 кг | Канзас            |
| Ф | 2 | !          | Кэмерон Джонсон  | 203 см | 95 кг  | Северная Каролина |
| З/Ф | З | !          | Джулиан Строутер | 198 см | 93 кг  | Гонзага           |
| З | 4 | !          | Расселл Уэстбрук | 193 см | 91 кг  | УКЛА              |
| Ф | 5 | !          | Хантер Тайсон    | 203 см | 98 кг  | Клемсон           |
| Ц | 6 | !          | Деандре Джордан  | 211 см | 120 кг | Техас A&M         |
| З/Ф | 8 | !          | Пейтон Уотсон    | 201 см | 91 кг  | УКЛА              |
| Ф/Ц | 9 | Хорватия ! | Дарио Шарич      | 208 см | 102 кг | Хорватия          |
| Ц | 13 | !          | Пи Джей Холл     | 206 см | 109 кг | Клемсон           |
| Ф | 14 | !          | Дарон Холмс      | 208 см | 102 кг | Дейтон            |
| Ц | 15 | Сербия !   | Никола Йокич     | 211 см | 129 кг | Сербия            |
| Ф | 21 | !          | Спенсер Джонс    | 201 см | 102 кг | Стэнфорд          |
| Ф/Ц | 22 | !          | Зик Ннаджи       | 206 см | 109 кг | Аризона           |
| З | 23 | !          | Трей Александер  | 193 см | 86 кг  | Крейтон           |
| З | 24 | !          | Джейлен Пикетт   | 188 см | 92 кг  | Пен Стэйт         |
| З | 27 | Канада !   | Джамал Мюррей    | 193 см | 98 кг  | Кентукки          |
| Ф | 31 | Словения ! | Влатко Чанчар    | 203 см | 107 кг | Словения          |
| Ф | 32 | !          | Аарон Гордон     | 203 см | 107 кг | Аризона           |

### ЧленыЗала славы баскетбола
В скобках указан год включения в Зал Славы.
- Дэн Иссел (1993)
- Дэвид Томпсон (1996)
- Алекс Инглиш (1997)
- Шарунас Марчюлёнис (2014)
- Спенсер Хейвуд (2015)
- Дикембе Мутомбо (2015)
- Аллен Айверсон (2016)
- Джордж Макгиннис (2017)
- Чарли Скотт (2018)
- Бобби Джонс (2019)

### Лидеры по количеству набранных очков
Жирным шрифтом выделены игроки, выступающие в «Наггетс» в настоящее время. Имя* — включены очки набранные во время выступления команды в АБА. Курсив означает, что игрок продолжает выступления за другую команду.
1. Алекс Инглиш (21 645)
2. Дэн Иссел* (16 589)
3. Кармело Энтони (13 970)
4. Дэвид Томпсон* (11 992)
5. Ральф Симпсон* (10 130)
6. Байрон Бек* (8603)
7. Фэт Левер (8081)
8. Махмуд Абдул-Рауф (7029)
9. Нене (6868)
10. Кики Вандевеге (6829)

### Закреплённые номера
- 2 Алекс Инглиш
- 12 Фэт Левер
- 33 Дэвид Томпсон
- 40 Байрон Бэк
- 44 Дэн Иссл
- 55 Дикембе Мутомбо
- 432 Даг Мо, главный тренер (номер отражает общее количество побед в регулярных сезонах)

## Индивидуальные награды игроков и тренеров «Денвер Наггетс»
| Участники Матча всех звёзд НБА - Алекс Инглиш — 1982, 1983, 1984, 1985, 1986, 1987, 1988, 1989 - Кармело Энтони — 2007, 2008, 2010, 2011 - Дикембе Мутомбо — 1992, 1995, 1996 - Дэвид Томпсон — 1977, 1978, 1979 - Никола Йокич — 2019, 2020, 2021, 2022, 2023 - Чонси Биллапс — 2009, 2010 - Аллен Айверсон — 2007, 2008 - Фэт Левер — 1988, 1990 - Кики Вандевеге — 1983, 1984 - Бобби Джонс — 1977, 1978 - Антонио Макдайесс — 2001 - Кэлвин Нэтт;- 1985 - Джордж Макгиннис;- 1979 - Дэн Иссл — 1977 Самый ценный игрок НБА - Никола Йокич — 2021, 2022 Лучший оборонительный игрок НБА - Дикембе Мутомбо — 1995 - Маркус Кэмби — 2007 Самый прогрессирующий игрок НБА - Махмуд Абдул-Рауф — 1993 Тренер года НБА - Даг Мо — 1988 - Джордж Карл — 2013 Приз за спортивное поведение НБА - Чонси Биллапс — 2009 Приз имени Дж. Уолтера Кеннеди - Кеннет Фарид — 2013 Менеджер года НБА - Винс Борила — 1985 - Марк Варкентейн — 2009 - Масаи Уджири — 2013 | Первая сборная всех звёзд НБА - Дэвид Томпсон — 1977, 1978 - Никола Йокич — 2019, 2021, 2022, 2023 Вторая сборная всех звёзд НБА - Алекс Инглиш — 1982, 1983, 1986 - Никола Йокич — 2020 - Фэт Левер — 1987 - Кармело Энтони — 2010 Третья сборная всех звёзд НБА - Антонио Макдайесс — 1999 - Кармело Энтони — 2006, 2007, 2009 - Чонси Биллапс — 2009 Первая сборная всех звёзд защиты НБА - Бобби Джонс — 1977, 1978 - Маркус Кэмби — 2007, 2008 Вторая сборная всех звёзд защиты НБА - Ти Ар Данн — 1983, 1984, 1985 - Билл Хэнзлик — 1986 - Фэт Левер — 1988 - Дикембе Мутомбо — 1995 - Маркус Кэмби — 2005, 2006 | Первая сборная новичков НБА - Дикембе Мутомбо — 1992 - Лафлонсо Эллис — 1993 - Антонио Макдайесс — 1996 - Нене — 2003 - Кармело Энтони — 2004 - Кеннет Фарид — 2012 - Никола Йокич — 2016 Вторая сборная новичков НБА - Махмуд Абдул-Рауф — 1991 - Марк Мэкон — 1992 - Джален Роуз — 1995 - Бобби Джексон — 1998 - Джеймс Поузи — 2000 - Юсуф Нуркич — 2015 - Эммануэль Мудиай — 2016 - Джамал Мюррей — 2017 |

## Стадионы
- Денвер Арена (1967—1975)
- Макниколс Спортс-арена (1975—1999)
- Болл-арена (1999—по настоящее время)

## Форма
Современная форма

Домашняя
Гостевая

## Статистика сезонов
В = Выигрыши, П = Проигрыши, П% = Процент выигранных матчей
| Сезоны  | Конференция | Дивизион                 | Регулярный сезон | Регулярный сезон | Регулярный сезон | Регулярный сезон | Плей-офф                                                |
| Сезоны  | Конференция | Дивизион                 | Место            | В                | П                | П%               | Плей-офф                                                |
| ------- | ----------- | ------------------------ | ---------------- | ---------------- | ---------------- | ---------------- | ------------------------------------------------------- |
| 2006-07 | Западная    | Северо-Западный дивизион | 2                | 45               | 37               | .549             | Проиграли в первом раунде (Сан-Антонио) 4-1             |
| 2007-08 | Западная    | Северо-Западный дивизион | 2                | 50               | 32               | .610             | Проиграли в первом раунде (ЛА Лейкерс) 4-0              |
| 2008-09 | Западная    | Северо-Западный дивизион | 1                | 54               | 28               | .659             | Проиграли в финале конференции (ЛА Лейкерс) 4-2         |
| 2009-10 | Западная    | Северо-Западный дивизион | 1                | 53               | 29               | .646             | Проиграли в первом раунде (Юта) 4-2                     |
| 2010-11 | Западная    | Северо-Западный дивизион | 2                | 50               | 32               | .610             | Проиграли в первом раунде (Оклахоме) 4-1                |
| 2011-12 | Западная    | Северо-Западный дивизион | 2                | 38               | 28               | .576             | Проиграли в первом раунде (Лейкерс) 4-3                 |
| 2012-13 | Западная    | Северо-Западный дивизион | 2                | 57               | 25               | .695             | Проиграли в первом раунде (Уорриорз) 4-2                |
| 2013-14 | Западная    | Северо-Западный дивизион | 4                | 36               | 46               | .439             | -                                                       |
| 2014-15 | Западная    | Северо-Западный дивизион | 4                | 30               | 52               | .366             | -                                                       |
| 2015-16 | Западная    | Северо-Западный дивизион | 4                | 33               | 49               | .402             | -                                                       |
| 2016-17 | Западная    | Северо-Западный дивизион | 4                | 40               | 42               | .488             | -                                                       |
| 2017-18 | Западная    | Северо-Западный дивизион | 5                | 46               | 36               | .561             | -                                                       |
| 2018-19 | Западная    | Северо-Западный дивизион | 1                | 54               | 28               | .659             | Проиграли в полуфинале конференции (Трэйл Блэйзерс) 4-3 |
| 2019-20 | Западная    | Северо-Западный дивизион | 1                | 46               | 27               | .630             | Проиграли в финале конференции (Лейкерс) 4-1            |
| 2020-21 | Западная    | Северо-Западный дивизион | 2                | 47               | 25               | .653             | Проиграли в полуфинале конференции (Санз) 4-0           |